# مسجد جمال الدين محمود الاستادار
مسجد جمال الدين محمود الاستادار أو مسجد الكردي أو المدرسة المحمودية يقع بشارع الخيامية المتفرع من شارع احمد ماهر بقسم الدرب الأحمر، ويتبع منطقة آثار جنوب القاهرة. بناه الأمير جمال الدين محمود الاستادار سنة 797هـ (1395م) في أيام السلطان فرج بن برقوق.

## المنشئ
منشئ المسجد هو جمال الدين محمود بن علاء الدين السودونى الأستادار، خدم استادارا عند الأمير سودون ثم استادارا للسلطان الظاهر بوقوق سنة 790هـ (1388م) ثم أصبح مشير الدولة يتحدث في دواوين السلطنة الثلاثة وهي الديوان المفرد الذي يتحدث فيه الاستادار، وديوان الوزارة ويعرف بالدولة، وديوان الخاص المتعلق بنظر الخواص وعظم امره ونفذت كلمته في جميع امور السلطنة.. مات محبوسا في سنة 799هـ (1396م)، في أيام السلطان فرج بن برقوق.

## معرض صور

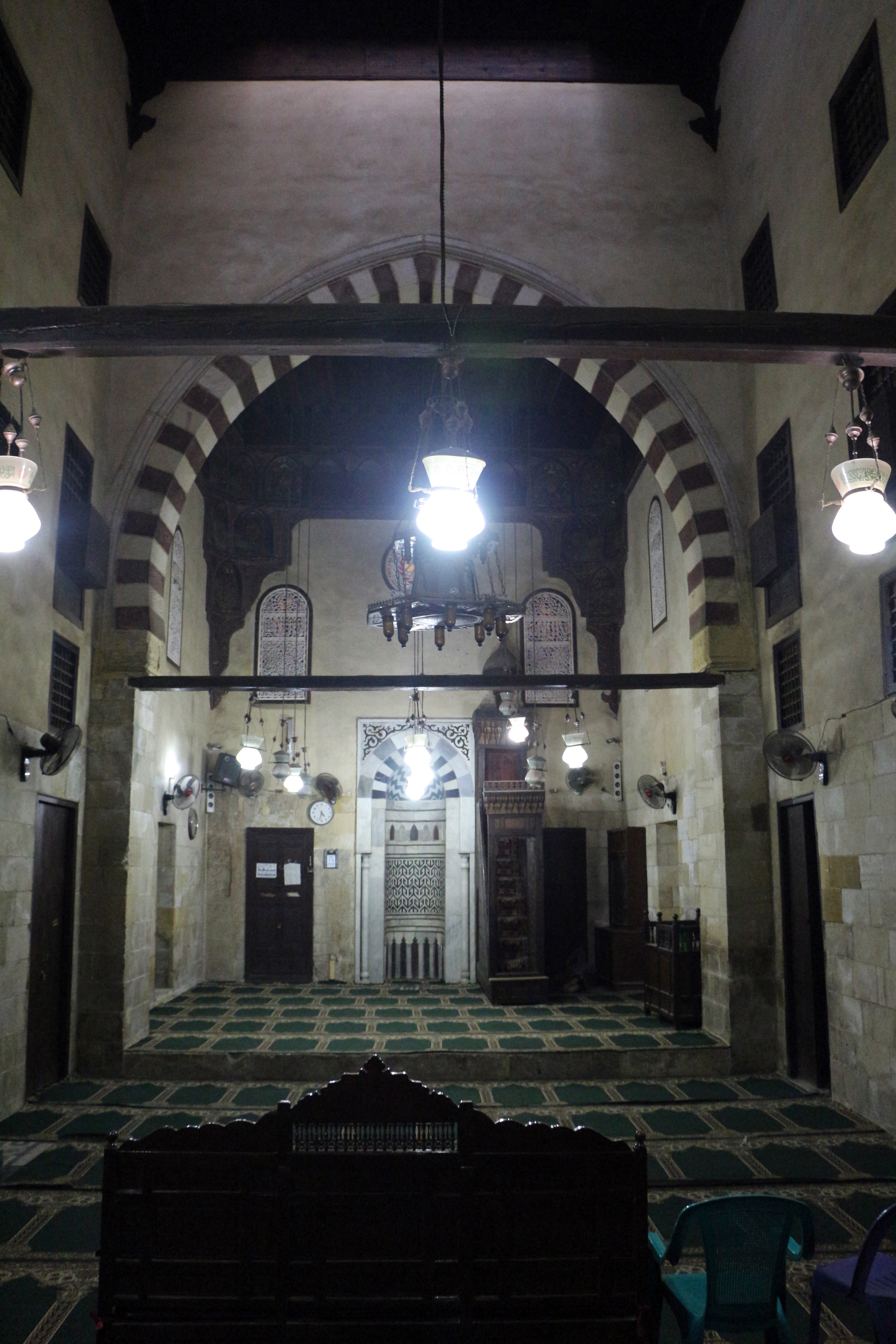
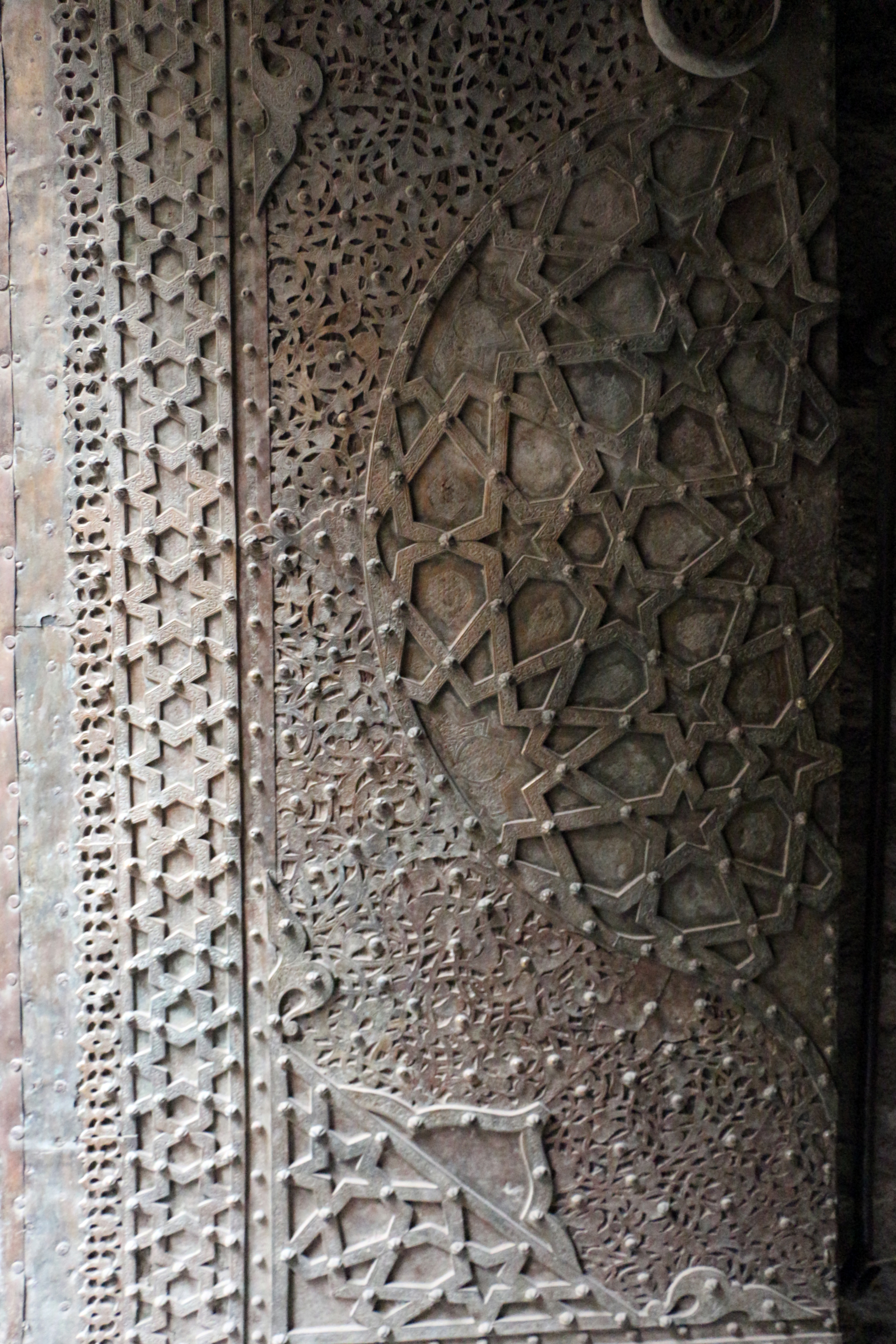
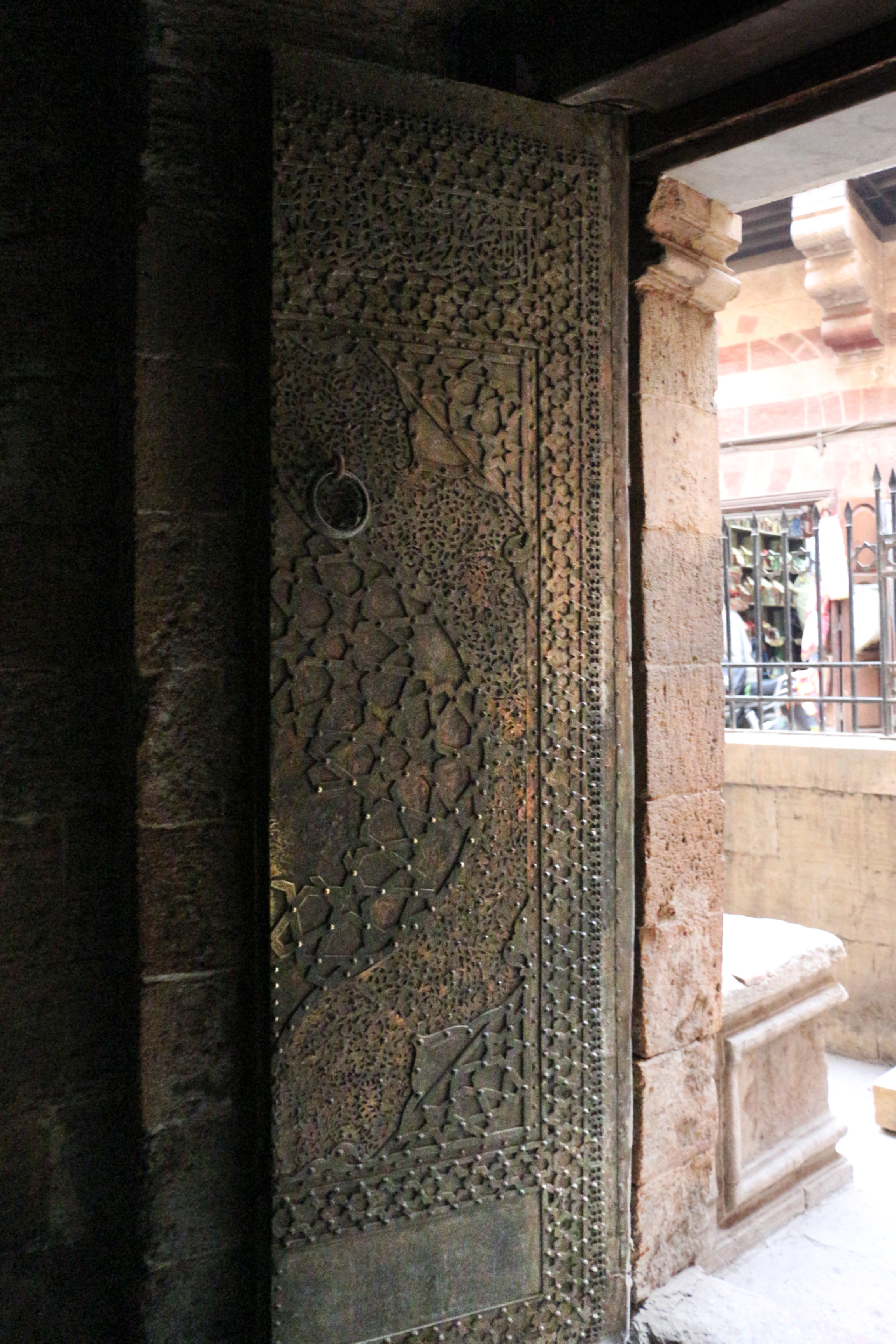
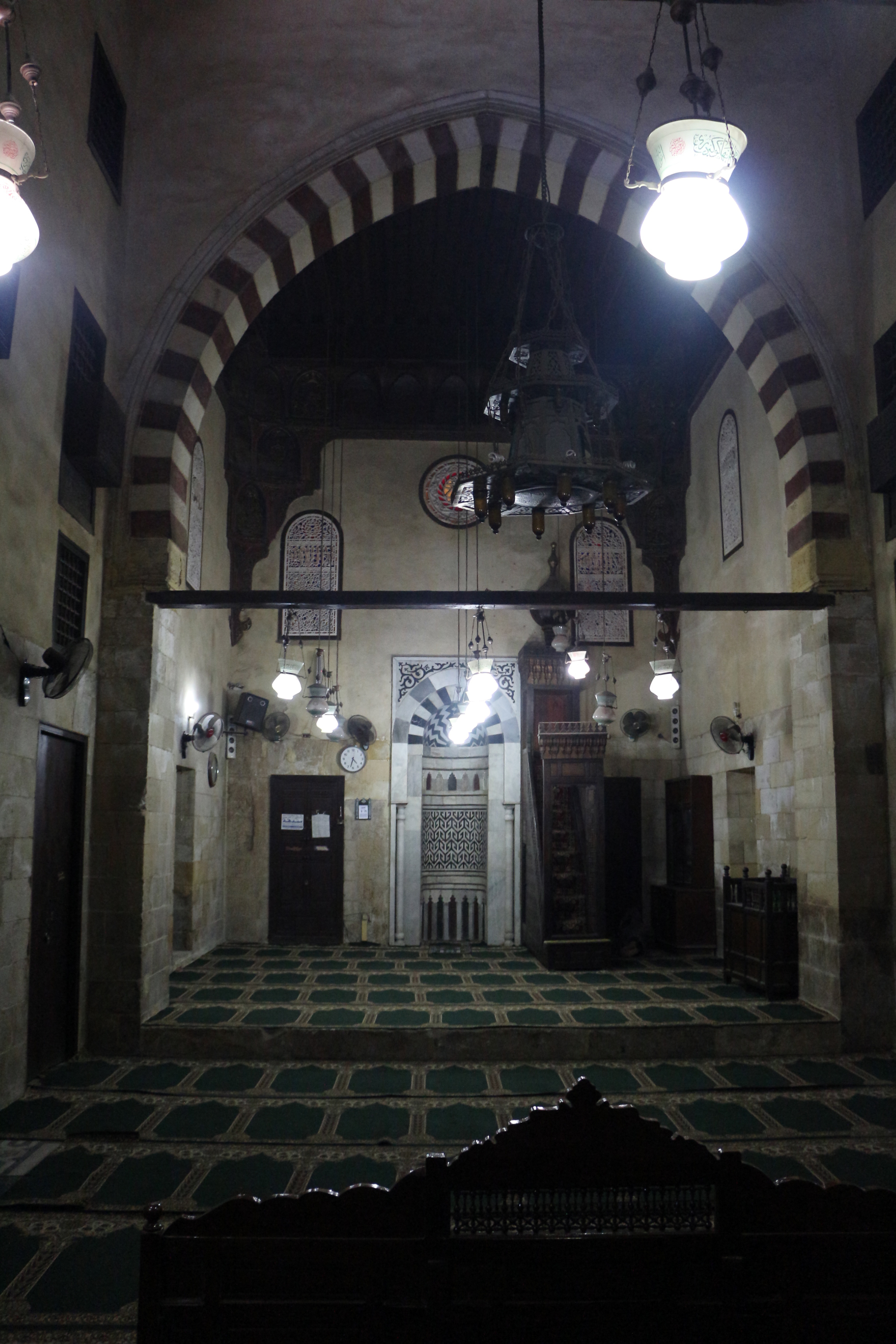